# Седд Мерсийский
Седд (лат. Cedda, Ceddus; ок. 620 — 26 октября 664) — святой епископ из Нортумбрии. Дни памяти — 7 января, 26 октября.
Святой Седд проповедовал в Средней Англии и Эссексе, был активным участником собора в Уитби. Почитаем в англиканской, католической и православной Церквях.

## Ранние годы
О ранних годах св. Седда мало что известно помимо того, что изложено св. Бедой в III книге его Ecclesiastical History Of The English People.
Св. Седд родился в королевстве Нортумбрия и прибыл на остров Линдисфарн благодаря св. Айдану из Ирландской Церкви. Он был одним из четырёх родных братьев, среди которых также были св. Чед, Синибил и Кэлин. Согласно первой из записей св. Беды, св. Седд был священником к 653 году. Вероятно, св. Седд был старшим из братьев, так как св. Чед именуется его преемником.
Св. Айдан прибыл в Нортумбрию с острова Айона, принеся с собой практику, известную как Кельтский обряд. Помимо различий в исчислении Пасхалии и формы тонзуры, в Кельтской церкви имела место структура, совершенно отличавшаяся от епархиальной структуры, принятой в континентальной Европе. Деятельность была сосредоточена в монастырях, которые окормлялись странствующими епископами-миссионерами. Особое внимание уделялось аскезе, библейской экзегетике и эсхатологии. Айдан был хорошо известен своей личной аскезой и пренебрежением к богатству и власти. Беда несколько раз подчёркивал, что Седд и Чед последовали его примеру и обычаям. Беда сообщает, что Чед и многие другие жители Нортумбрии отправились учить ирлнадский после кончины св. Айдана (651).
Седд не упоминается как один из выдающихся учёных. Он изображается св. Бедой как очень близкий человек Финану, преемнику св. Айдана. Таким образом, весьма правдоподобно, что св. Седд своим богословским образованием был обязан св. Айдану и монастырю Линдисфарн.

## Поездка в Мерсию
В 653 году вместе с тремя другими священниками св. Седд был послан королём Освиу на проповедь среди жителей Средней Англии, которые составляли одну из основных этнических групп Мерсии, располагавшейся в средней части долины Трента. Пеада Мерсийский, сын Пенды был властителем Средней Англии. Пеада согласился принять христианство в обмен на руку Альхфледы, иначе Эльфледы, дочери Освиу. Это было время возвышения могущества Нортумбрии, в то время Освиу объединял и собирал королевство Нортумбрия после его поражения (641/2) от Пенды. Пеада отправился в Нортумбрию, чтобы обсудить свои крещение и женитьбу.
Св. Седд вместе со священниками Аддой, Бетти и Диумой в сопровождении Пеады отправился в Среднюю Англии, где их усилиями были крещены многие из разных социальных слоёв. Св. Беда рассказывает, что язычник Пенда не препятствовал проповеди даже среди своих подданных в Мерсии, что изображает его, в общем случае, симпатизирующим христианству на данный момент. Это совершенно противоречит общей оценке Пенды, как преданного язычника. По-видимому миссии удалось добиться определённых изменений в государственной политике Мерсии. Св. Беда приписывает св. Чеду, брату св. Седда, более успешную миссию в Мерсии более чем десятью годами спустя. Чтобы утвердиться среди населения в целом, христианство, как оказалось, нуждалось более в поддержке со стороны короля, включая дарованные земли для монастыря, нежели просто в добром отношении со стороны власть предержащих.

## Епископ Восточных Саксов
Вскоре король Освиу отозвал св. Седда из его поездки в Мерсию и отправил его ещё с одним священником в Королевство Восточных Саксов. Священник были приглашены королём Сигебертом для повторного обращения его подданных.
Королевство Восточных Саксов изначально было обращено ко Господу миссионерами из Кентербери, где св. Августин Кентерберийский основал в 597 году Римскую миссию. Первым епископом Римского обряда был св. Меллит, прибывший в Эссекс в 604 году. Судьба вероисповедания в королевстве основывалась на равновесии между христианами, язычниками и теми, кто был готов терпеть и тех, и других.
Беда сообщает, что решение Сигеберта принять святой крещение и окрестить своё королевство было принято по инициативе Освиу. Сигеберт отправился в Нортумбрию и был крещён Финаном Линдисфарнским. Седд отправился к Восточным Саксам, в частности, как эмиссар нортумбрийской монархии. Несомненно его мероприятию содействовали имевшие место военные и политические успехи Нортумбрии, особенно окончательное поражение Пенды в 655 году. Практически Нортумбрия стала доминировать среди англосаксонских королевств.
После того, как некоторые были обращены ко Христу, св. Седд вернулся в Линдисфарн, чтобы доложить о том св. Финину. В признание его успехов св. Финан хиротонисал св. Седда во епископа, призвав к тому ещё двух ирландских епископов. Св. Седд был поставлен епископом Восточных Саксов. Поэтому он обычно присутствует в списке епископов Лондона, части королевства Восточных Саксов. Св.Беда, однако, употребляет этнические описания епископского служения, когда речь идёт о поколении свв. Седда и Чеда.
Записи св. Беды проясняют, что Седд требовал личной верности и что он не побоялся вступить в конфронтацию с власть предержащими. Он отлучил от св. Причащения главу клана за незаконное сожительство и воспретил христианам пользоваться его гостеприимством. Согласно св. Беде, когда Сигеберт продолжил посещать дом наказанного, св. Седд отправился туда, чтобы осудить короля, предсказав, что тому суждено умереть в этом доме. Св. Беда утверждает, что последовавшее убийство в 660 году было расплатой за нарушение запрета св. Седда.
После кончины Сигеберта были знаки того, что положение св. Седда ухудшилось. Новый король Эссекса, Свитхельм, убивший Сигеберта, был язычником. Он был в давней зависимости от Этельвольда, короля Восточных Англов, который, в свою очередь, был в возрастающей зависимости от Вульфхера, короля-христианина вновь возрождающейся Мерсии. После некоторых внушений со стороны Этельвольда Свительм был крещён св. Седдом. Св. епископ отправился в Восточную Англию, чтобы крестить короля в доме Этельвольда. На некоторое время королевство Восточных Саксов оказалось христианским.
Св. Беда представляет труды св. Седда, как решающие в обращении Восточных Саксов, хотя им и предшествовали труды других миссионеров, сопровождавшиеся в конечном итоге возрождением язычества. Несмотря на то, что работа была проделана большая, будущее показало, что всё может быть сведено на нет.

## Основание монастырей
Св. Седдом были воздвигнуты многие храмы. Он также основал монастыри в Тилабурге (вероятно под ним понимается Ист-Тилбери, но возможно и Уэст-Тилбери) и в Итанчестере (почти наверняка это Брадуэлл-он-Си).
Св.Седд был поставлен настоятелем монастыря в Ластингеме в его родной Нортумбрии по настоянию Этельвальда, короля Дейры. Св. Беда описывает в деталях основании этого монастыря, показывая, что Этельвальд вошёл в контакт со св. Седдом благодаря Кэлину, одному из братьев св. епископа, который состоял при дворе короля. Св. Седд предпринял сорокадневный пост в очищение места, хотя срочные королевские дела отвлекли его по прошествии тридцати дней, и конец поста держал за него Синибил.
Св. Седд стал настоятелем монастыря в Ластингеме к концу своей жизни, оставаясь странствующим епископом-миссионером и дипломатом. Он часто удалялся из монастыря для выполнения своих других обязанностей. Так же поступал его брат Чед, ставший настоятелем после кончины святого. Св. Седд и его братья рассматривали Ластингем как монастырскую базу , обеспечивающую интеллектуальное и духовное развитие. и как место для уединения. Св. Седд поручал каждодневную заботу о монастыре другим священникам, и похоже на то, что Чед поступал таким же образом.

## Последние годы
Св. Седд был сторонником кельтской богослужебной традиции, отличавшейся от римской традиции, в частности, календарём и тонзурой. Сторонники той и другой традиций встретились соборе, происходившем в Нортумбрийском королевстве и известном как Синод в Уитби. Работа собора была осложнена тем, что участники не понимали друг друга из-за языковых различий. Они говорили, предположительно, на гойдельских языках, на староанглийском, на языке франков и на валлийском, равно как и на латыни. Св. Беда сообщает, что св. Седд был переводчиком обеих сторон. Языковые способности св. Седда вместе с его статусом королевского эмиссара, вероятно, сделали его ключевой фигурой в переговорах. На его способности смотрели как на знак присутствия благодати Святаго Духа, в противоположность библейскому описанию Вавилонской башни. Когда собор закончился, св.Седд вернулся в Эссекс.
Согласно св. Беде, св. Седд принял Римскую Пасхалию. Он возвратился к своей работе в качестве епископа, оставив просвещение скоттов (ирландцев из королевства Дал Риада).
Вскоре он вернулся в Нортумбрию и в монастырь Ластинхэм. Он заболел чумой и скончался 26 октября 664 года. Св. Беда сообщает, что тридцать монахов отправились из Эссекса в Ластингем. Все кроме маленького мальчика скончались от чумы. Св. Седд сначала был похоронен в Ластингеме, в могиле. Позднее в монастыре был воздвигнут каменный храм, куда было перенесено его тело и где оно было помещено в раку. Чед стал настоятелем монастыря вслед за своим братом.
Король Свитхельм скончался примерно в то же время, что и св. Седд. Его преемниками стали соправители Сигхер и Себби. Некоторые вернулись в язычество, что, согласно св. Беде, было последствием чумы. Мерсия при короле Вульфхере была доминирующей силой на юг от Хамбера. Поэтому Вульфхеру выпало принимать немедленные действия. Он приказал епископу Яруману продолжить труды св. Седда среди Восточных Саксов. Яруман, согласно св. Беде, с великой осторожностью объехал Эссекс, переговорил с местными магнатами и вскоре восстановил христианство.